# Mras-Su
Der Mras-Su (russisch Мрас-Су́), auch Mrassu (Мрассу́), ist ein 338 Kilometer (mit dem längsten Quellfluss Akmras) langer linker Nebenfluss des Tom im südlichen Westsibirien in Russland.

## Verlauf
Der Mras-Su entsteht im äußersten Südosten der Oblast Kemerowo – die er auf seiner gesamten Länge durchfließt – unweit der Grenze zu den autonomen Republiken Altai und Chakassien in der Umgebung des nach ihm benannten Dorfes Mrassu aus mehreren kurzen Quellbächen (Akmras, Solmras, Tschormras, Sumras). Diese haben ihren Ursprung an der Nordwestflanke des knapp 2000 m hohen Abakangebirges, das dem Westsajan durch den Fluss Abakan getrennt nordwestlich vorgelagert ist und die Mittelgebirgslandschaft Bergschorien von Südosten begrenzt. Der mit knapp 15 km längste Quellbach Akmras entspringt in etwa 1400 m Höhe.
Der Mras-Su durchfließt die dicht bewaldete Landschaft Bergschoriens als deren neben der Kondoma bedeutendster Fluss in vorwiegend nördlichen Richtungen in einem tief eingeschnittenen Tal. Der Flusslauf ist reich an Windungen und Stromschnellen. Er mündet schließlich wenige Kilometer unterhalb der Stadt Myski bei etwa 225 m Höhe in den Ob-Nebenfluss Tom.
Wichtigste Nebenflüsse des Mras-Su sind Kabyrsa, Orton und Kises von rechts sowie Pysas und Bolschoi Unsas („Großer Unsas“) von links.

## Hydrographie
Das Einzugsgebiet des Mras-Su umfasst 8840 km². In Mündungsnähe erreicht der Fluss eine Breite von knapp 200 Meter bei einer Tiefe um 1,5 Meter; die Fließgeschwindigkeit beträgt hier 1,5 m/s.
Der Mras-Su gefriert von Mitte November bis April. Die Wasserführung bei Myski, sechs Kilometer oberhalb der Mündung, beträgt im Jahresdurchschnitt 155 m³/s bei einem Minimum von 24,4 m³/s im Februar und einem Maximum von 694 m³/s im Mai.

## Infrastruktur und Wirtschaft
Der Mras-Su ist nicht schiffbar, wurde aber bis in die 1990er Jahre für die Holzflößerei genutzt.
Das vom Mras-Su und seinen Nebenflüssen durchflossene Gebiet ist nur dünn besiedelt, hauptsächlich von Angehörigen der indigenen Völker der Schoren und Teleuten. Neben der Stadt Myski am Unterlauf, bei der die Eisenbahnstrecke Nowokusnezk – Abakan und eine Straße kreuzen, gibt es entlang des gesamten Flusses nur kleinere Siedlungen, deren bedeutendste Ust-Kabyrsa bei der Einmündung von Kabyrsa und Pysas ist. Das gesamte Gebiet ist nur durch unbefestigte Fahrwege erschlossen.
Die ehemals bedeutsame Forstwirtschaft, zu deren Zwecken (Holzabfuhr zum Mras-Su und seinen Nebenflüssen) auch Schmalspurbahnen existierten, erlebte infolge der Wirtschaftskrise der 1990er Jahre einen Niedergang, insbesondere auch wegen der praktisch fehlenden Verkehrsanbindung des entlegenen Gebietes. Ein bedeutender Teil des Einzugsgebietes des Mras-Su wird dagegen seit 1989 vom Schorischen Nationalpark eingenommen, wovon man sich Impulse für die Entwicklung des Tourismus verspricht.